# Franz Schubert (operett)
Franz Schubert är en operett i en akt med musik av Franz von Suppé och libretto av Hans Max. Den hade premiär 1864.
Med denna operett införde Suppé ett koncept som han hade testat 1854, att arrangera musik från en berömd kompositör till ett libretto med biografiska detaljer över respektive artist. 1854 hade Suppé skissat på ett verk om Wolfgang Amadeus Mozart (under perioden före operetten) i en så kallad "Konstnärsliv i fyra akter". Angående Schubert kallade han resultatet "komiskt originalsångspel". I partituret, där Suppé noggrant noterade den ursprungliga musiken som Schubert använde, benämnde han verket som en "operett". Med detta förde Suppé upp den stora romantikern på scenen som en operettfigur 53 år före Heinrich Bertés Jungfruburen.
I operetten använder Suppé flera musikstycken av Schubert bland annat sångerna Erlkönig och Der Wanderer.